# Йоіл

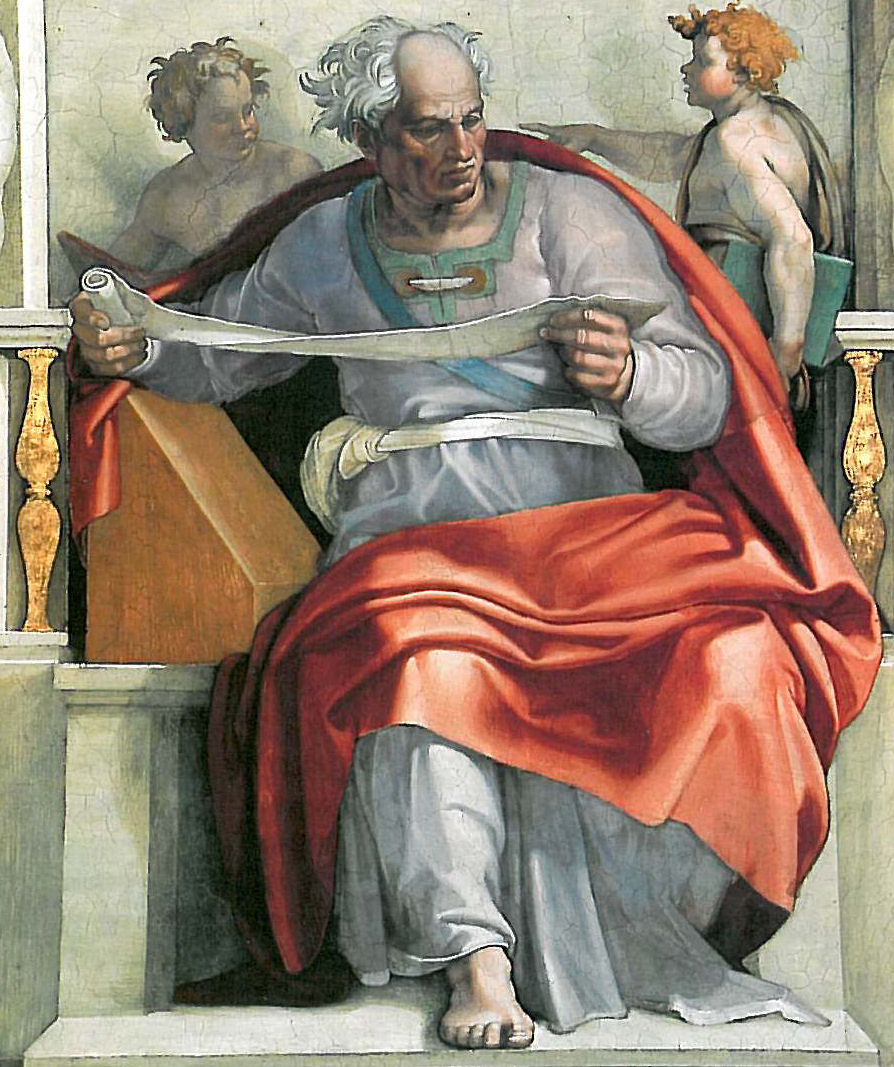
Мікеланджело. «Йоіл», фреска стелі Сікстинської капели, Рим

Йоіл або Іоїл (івр. יוֹאֵל Йоель — «Яхве є Бог»), син Бетуїла — біблійний пророк. Народився й жив у V ст. до н. е. в Юдеї, під час правління юдейських царів Йоаша та Амації.
У досить благополучний період Юдейського царства, Йоіл в основному закликав співгромадян до щирої віри в Бога та відмови від показного служіння Господу. Його книга представлена як «слово Господнє, що було до Йоіла, сина Бетуїла». Головна увага приділяється самому пророцтву, а не упоряднику книги. Близьке знайомство Йоіла з Єрусалимом, його храмом і особливостями храмового служіння вказує на те, що, можливо, пророк писав свою книгу в Єрусалимі або в Юдеї.
Йоіл — перший біблійний пророк, що залишив після себе запис своїх проповідей (книга Йоіла). За обсягом книги Йоіла його відносять до так званих «малих пророків».
«Книга пророка Йоіла» складається з трьох розділів.